# Malmhuvud

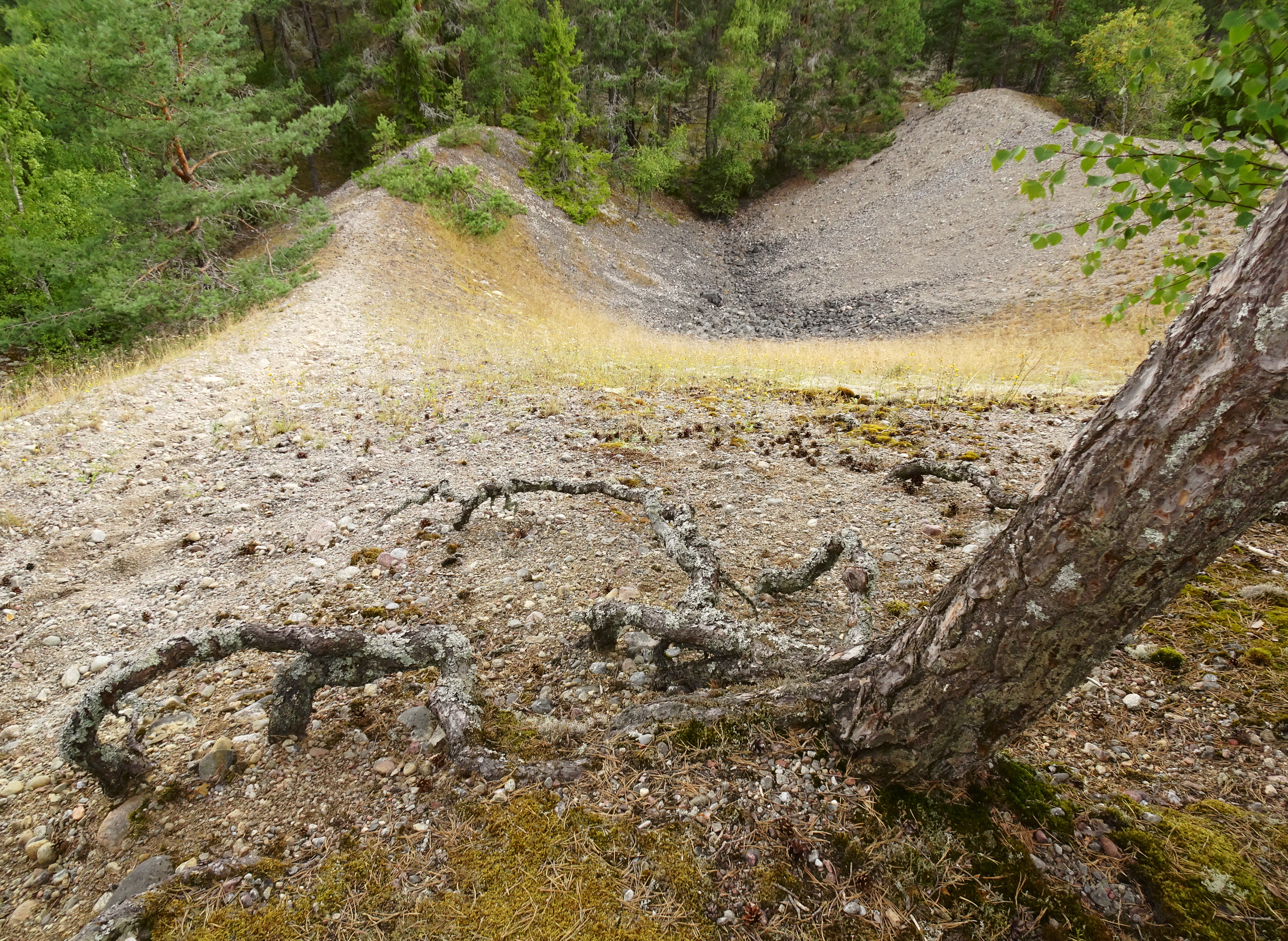
En av Malmhuvuds äldre grustäkter.

Malmhuvud är en ö i Mälaren och den nordliga fortsättningen av Munsön i Ekerö kommun. Öns topografi har ursprungligen formats av inlandsisen och i modern tid till stor del förändrats av en grustäkt.

## Beskrivning
På äldre kartor kallas ön för Malmö hufvud. Förleden malm har sitt ursprung i verbet mala, i betydelsen mald, sönderkrossad sten, det vill säga grus, sand och morän, som i Skandinavien skapades i stora mängder vid inlandsisens avsmältning, ofta i form av rullstensåsar. Ön Malmhuvuds malm är en del av den 250 kilometer långa Uppsalaåsen, som sträcker sig från Södertörn i söder, via Uppsala, till Gävlebukten i norr.
Malmhuvud är pilformad med sin smala spets åt norr. Ön är cirka 715 meter lång och som mest omkring 400 meter bred. I söder står ön via en enkel gångbro i förbindelse med Munsön. Här passerar Ekerö-Munsöleden som har sin slutdestination på Malmhuvud. På öns västra sida ligger några enstaka fritidshus. Hela ön består av en rullstensås som når upp till 35 meter över Mälarens vatten. Under många år hämtades här grus som transporterades med pråm till Stockholm. Numera är grustäkterna nedlagda men deras kraterlandskap finns fortfarande kvar.

## Bilder

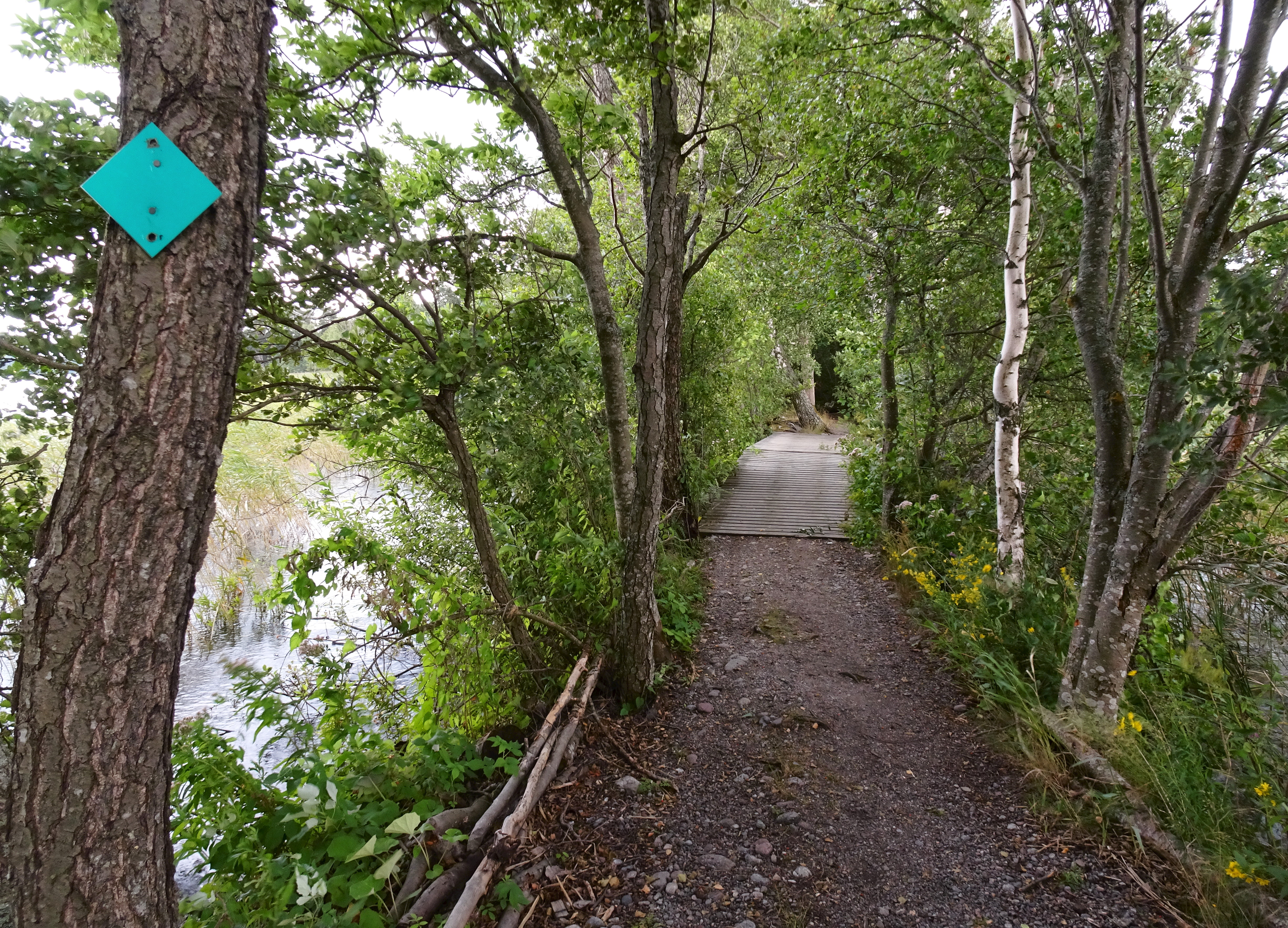
Gångbron till och från Munsön
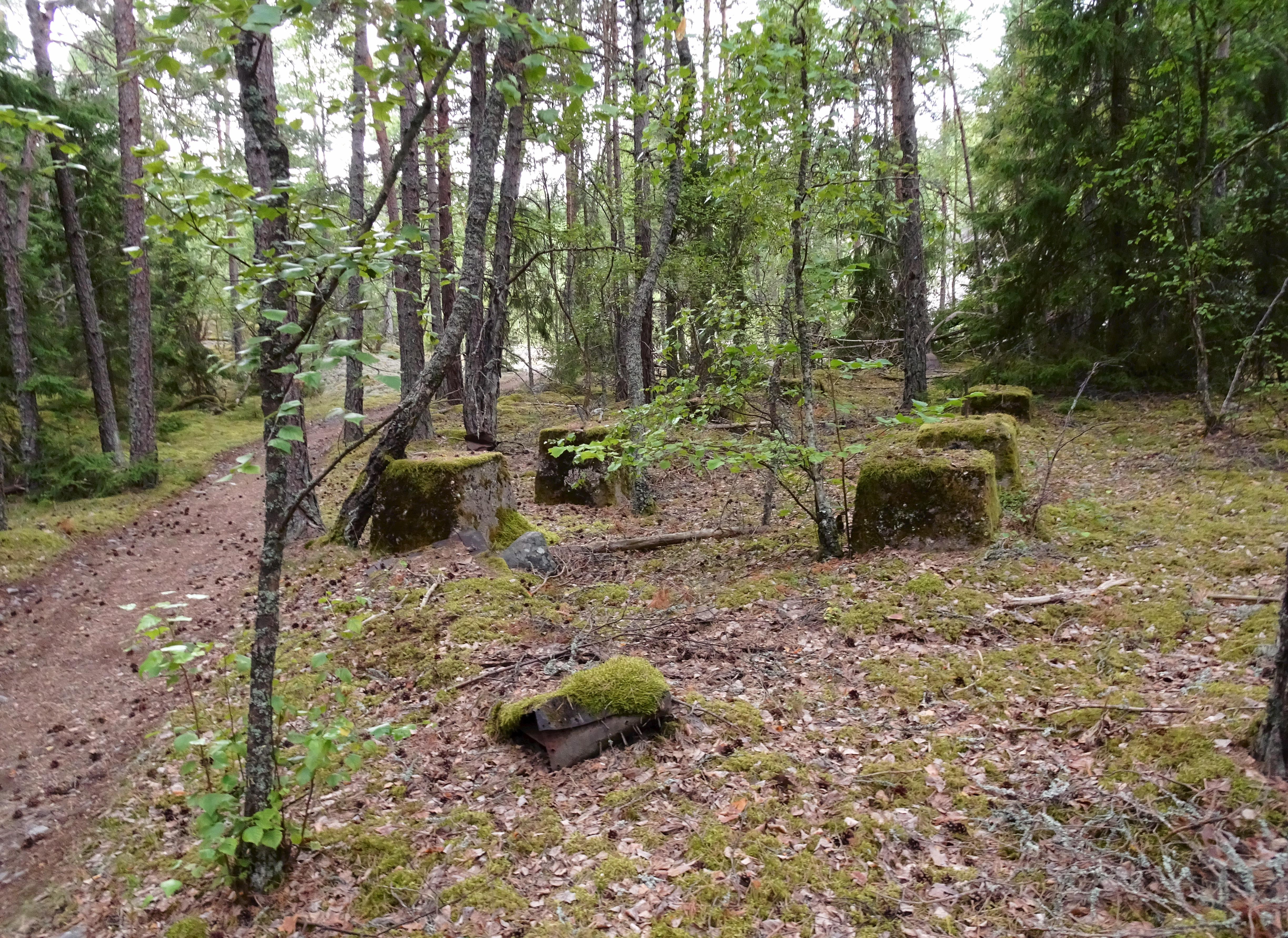
Fundament efter tidigare industribyggnad
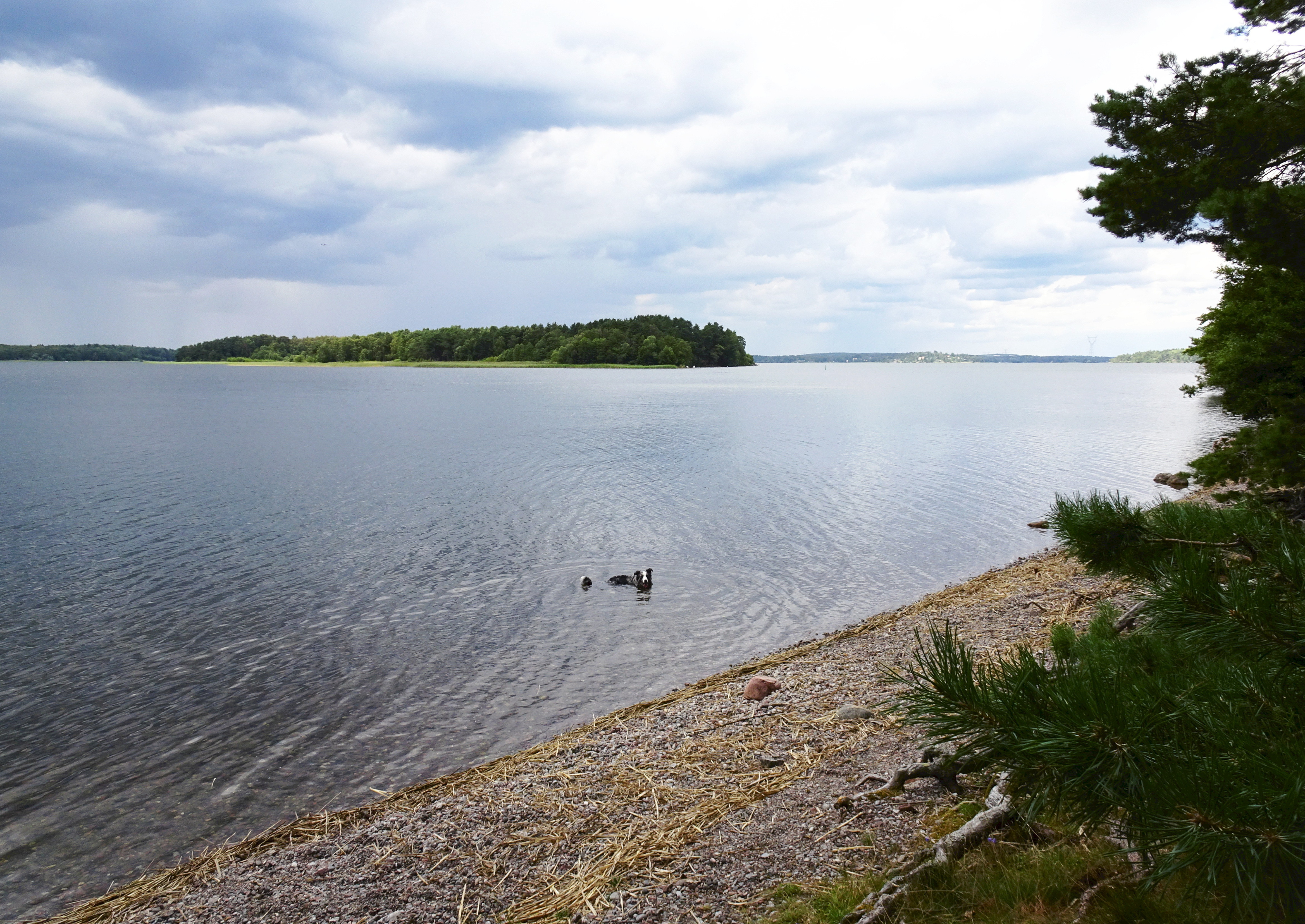
Nordvästra stranden med ön Gräsholmen i bakgrunden
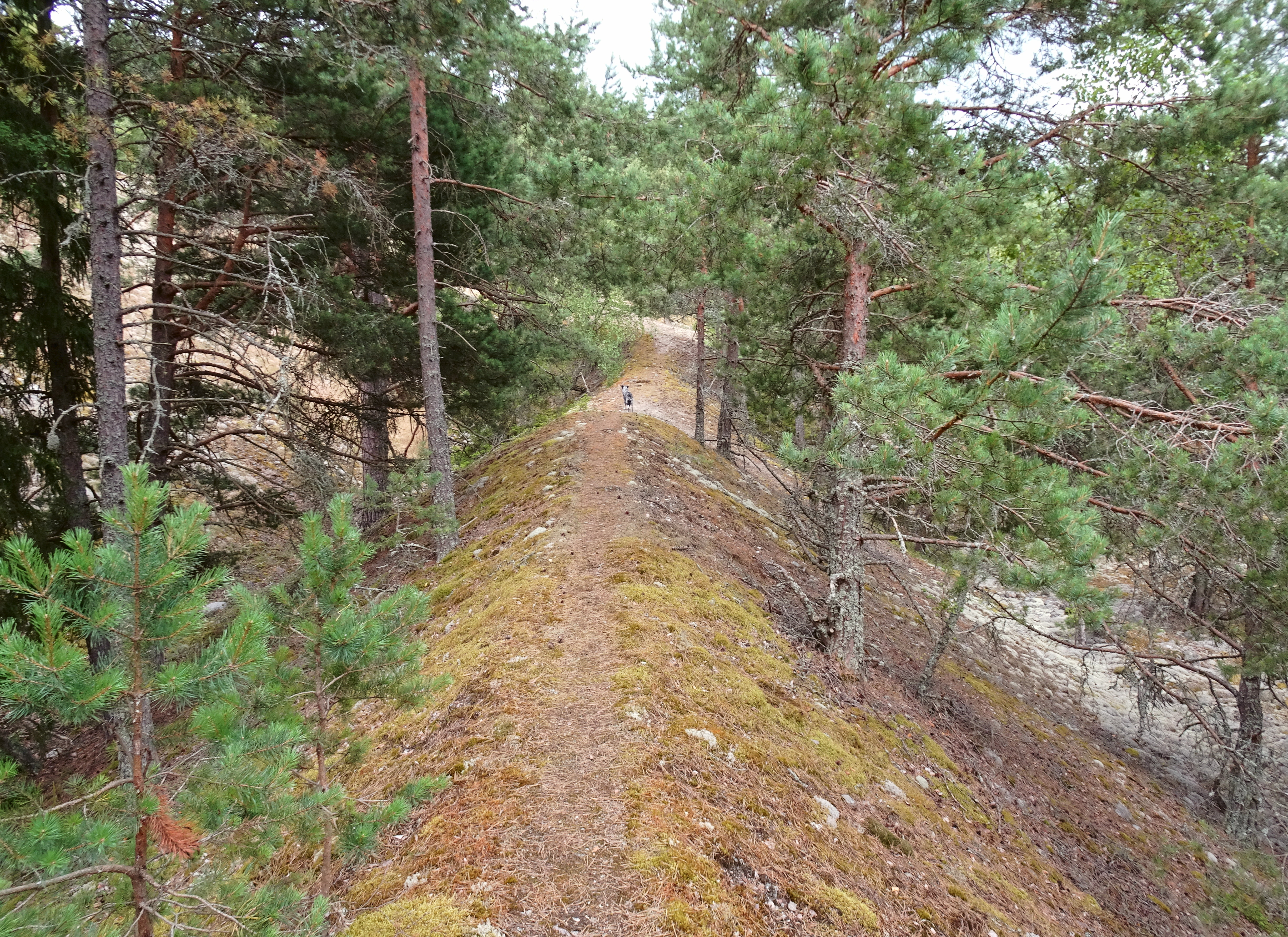
På en ås mellan två grustag
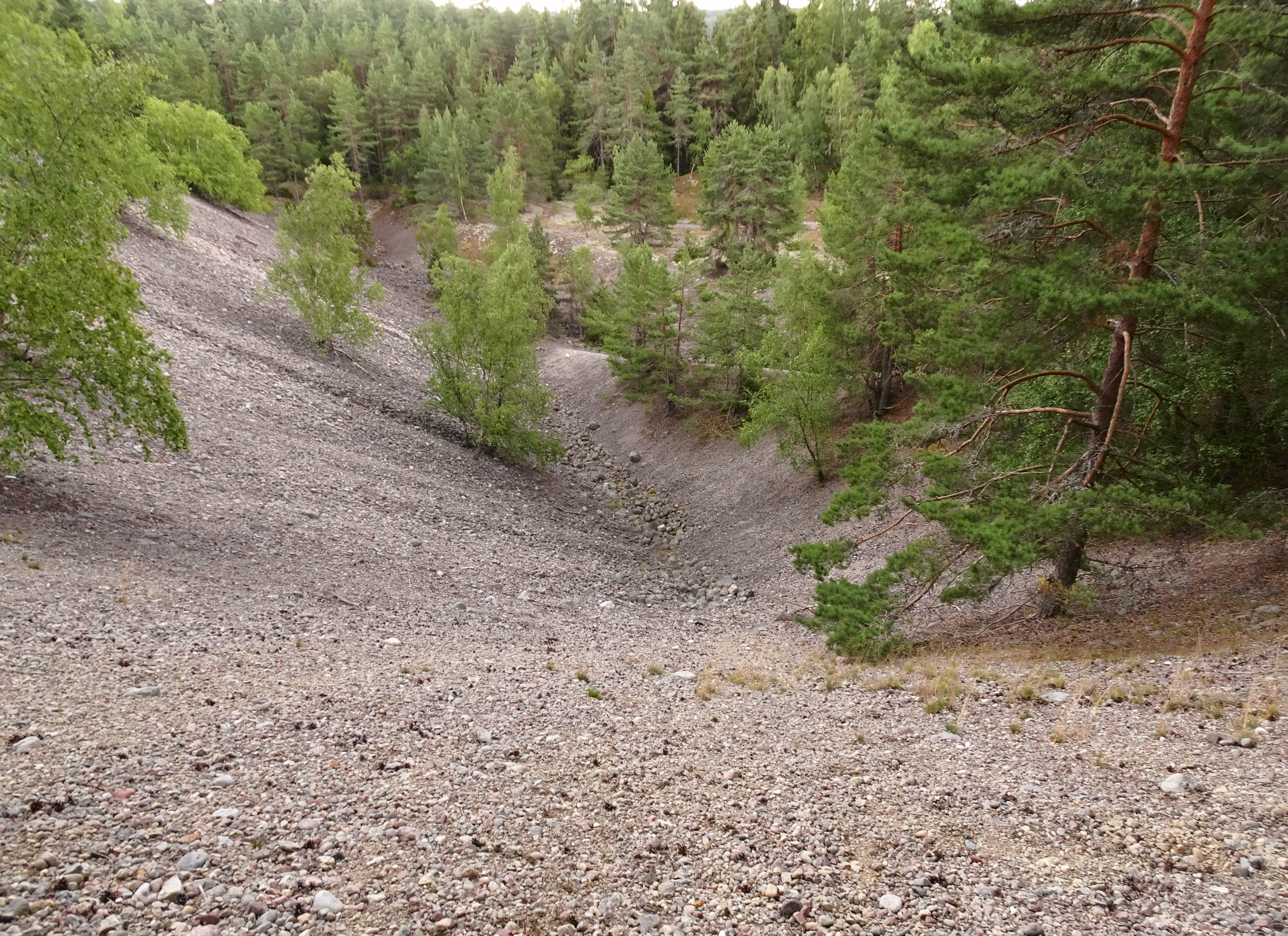
Malmhuvuds kraterlandskap